# Ciaran Carson
 (mai 2013).
- Si vous ne connaissez pas le sujet, laissez ce bandeau (vous pouvez alors contacter les auteurs).
- Si vous supprimez le contenu mis en cause (vous pouvez préalablement contacter les auteurs),

argumentez précisément cette suppression dans la page de discussion
(un manque de référence n'est pas un argument ; une recherche réelle de référence doit avoir été effectuée, être formellement documentée).
 (avril 2014).
Pour les articles homonymes, voir Carson et Ciaran.
Ciarán Gerard Carson, né le 9 octobre 1948 à Belfast en Irlande du Nord et mort le 6 octobre 2019 dans la même ville, est un poète et romancier britannique.

## Biographie
Ciarán Carson naît en 1948 à Belfast, d'un père et d'une mère catholique qui par choix politique parlaient la langue irlandaise avec leurs 5 enfants. En 1945, ils étaient l'une des quatre familles dans tout Belfast qui parlait principalement en gaélique[réf. nécessaire]. En effet, son père, facteur de profession, enseignait la langue gaélique et c'est à l'occasion d'un de ses cours qu'il a rencontré sa future épouse[réf. nécessaire]. Le jeune Carson a donc appris l'anglais en jouant dans la rue[réf. nécessaire]. La famille habitait Raglan Street dans le quartier catholique de Falls Road en périphérie de Belfast[réf. nécessaire].
Il a fait ses études à St. Mary's Christian Brothers' Grammar School  à Belfast (lycée fondé par la congrégation catholique des Frères chrétiens) avant de rentrer à l'Université Queen's de Belfast autrement appelée QUB (un des établissements d'enseignement supérieur les plus prestigieux d'Irlande du Nord) pour y passer un diplôme de littérature anglaise[réf. souhaitée].
Après ses études, il a travaillé pendant plus de vingt ans en tant qu'officier des arts traditionnels du Conseil des arts de l'Irlande du Nord, qui est le principal organisme public non ministériel pour les arts en Irlande du Nord, émanation du ministère de la Culture, des Arts et des Loisirs. [1] En tant qu'agence de développement pour les arts, celle-ci est notamment responsable de la répartition du financement de la Loterie Nationale pour les arts en Irlande du Nord[réf. nécessaire].
En 1998, Carson a été nommé professeur d'anglais à QUB où il a effectué toute sa carrière ; il est actuellement directeur du Centre de poésie Seamus Heaney (du nom du célèbre poète Irlandais, Prix Nobel de littérature) et réside à Belfast, en Irlande du Nord[réf. nécessaire].
En octobre 2003 il est nommé professeur de poésie et directeur du Centre Séamus Heaney de l'Université Queen's de Belfast.
Il meurt le 6 octobre 2019, d'un cancer du poumon.

## Œuvres
Ses recueils de poésie comprennent  notamment The Irish for No (1987), lauréat du Prix Alice Hunt Bartlett[réf. nécessaire] ; Belfast Confetti (1990) qui a gagné le Prix de littérature irlandaise du Irish Times dans la section "Poésie et Langue Maternelle" ou encore First Language: Poems (1993), lauréat du prix T.S. Eliot[réf. nécessaire]. Plus récemment Breaking News (2003) a remporté le prix de poésie Forward (Meilleur recueil de poésie de l'année) et le prix Cholmondeley[réf. nécessaire].
Sa prose comprend The Factory Star (1997) et Fishing for Amber (1999). Son plus récent roman (figurant dans la sélection pour le Booker Prize), Shamrock Tea (2001), explore les thèmes du tableau Le mariage d'Arnolfini de Jan van Eyck. Sa traduction de L'enfer de Dante a été publiée en Novembre 2002 et celle de The Midnight Court de Brian Merriman est sortie en 2006. For All We Know a été publié en 2008 et ses Collected Poems ont été édités la même année en Irlande et en Amérique du Nord, en 2009.
Carson est également un musicien accompli (flutiste) et l'auteur de Fun Last Night: About Time, Food and Music (1996), une étude de la musique traditionnelle irlandaise[réf. nécessaire]. En outre, il écrit une chronique bimensuelle sur la musique traditionnelle irlandaise pour The Journal of Music[réf. souhaitée]. En 2007, sa traduction du début de l'épopée irlandaise Táin Bô Cúailnge, appelée The Táin, a été publiée par Penguin Classics[réf. nécessaire].

## Perspective critique
Dans son travail, Carson a réussi un mélange inhabituel entre la tradition orale de la langue vernaculaire irlandaise et l'insaisissable et spirituelle érudition de Paul Muldoon (qui combinait également ces deux registres), érudition éloignée cependant de toute forme de pédanterie. Si l’on voulait être un peu caricatural, on pourrait dire que ce qui les différencie est la longueur des phrases de Carson ("long line"). Comme Carol Rumens l’a souligné : « Avant la publication en 1987 de The Irish for No, Carson était un poète discret issu de l'héritage de Seamus Heaney. Mais à partir de ce moment-là, il s'est rebellé par le langage, libéré par ce long phrasé qui a été diversement attribué à l'influence de C.K. Williams, de Louis MacNeice et de la musique traditionnelle. »[réf. nécessaire]
Le premier livre de Carson fut The New Estate (1976). Ensuite, durant les dix années précédant de The Irish for No (1987), il a mis au point un nouveau style qui effectue une fusion unique entre la tradition orale du conte en Irlande et certains procédés postmodernes. Le premier poème (Dresden) dans The Irish for No illustrant cette nouvelle technique constitue à ce titre un véritable tour de force. L’allusion libre en est la clé. Le poème commence, par exemple, dans un style bucolique décalé :  
« Et lorsque vous entriez, un son de cloche tintait dans la boutique vide, un musc
De savon, de gazon et de bonbons venait vous frapper dans l'obscurité. »
Il faut cinq pages à l'auteur  pour se rendre à Dresde, le héros ayant rejoint la RAF (Royal Air Force) pour échapper à la pauvreté rurale et urbaine. Chez Carson, tout est ancré dans le quotidien, de sorte que la destruction de la ville de Dresde évoque les souvenirs d'une bergère de Dresde qui se trouvait au-dessus de sa cheminée quand il était enfant; la destruction est décrite en des termes tels que: «une avalanche de porcelaine, vanne et cascade»[Interprétation personnelle ?].
Comme chez Muldoon, le travail de Carson est extrêmement allusif. Dans une grande partie de sa poésie, il y a un projet comportant une réelle portée sociologique : évoquer Belfast de manière encyclopédique. La seconde moitié de The Irish for No a été appelée Belfast Confetti et cette idée a été reprise et développée jusqu’à en devenir la matière de son livre suivant qui porte le même nom. Le Belfast des « conflits entre communautés » ( the Troubles) est retracé avec une précision obsessionnelle et la langue des « Troubles »  est aussi puissante que le conflit lui-même (entre Républicains catholiques et Unionistes protestants-)[Interprétation personnelle ?]. Dans le poème Belfast Confetti (issu du recueil du même nom), il écrit :
« Tout à coup, quand la brigade anti-émeute est intervenue, il pleuvait des points d'exclamation,
Écrous, boulons, clous, clés de voiture. Une fonte de caractère cassé ... »
Le poème constitue en lui-même une sorte de réponse et d'échappée vis-à-vis d'un quotidien, à l'époque très violent. Carson vivait en effet dans une de ces quartiers de la ville où les communautés en conflits ont toujours cohabité à proximité les unes des autres.  La famille de Carson vivait à Falls Road, espace d'environ un kilomètre carré dont la frontière avec le quartier protestant de Shankill Road  était marquée par des graffitis. " Le quartier était plein de petites boutiques et de rues entassées les unes sur les autres. Même si c'était petit, quand j'étais enfant, cela avait l'air immense. "[réf. nécessaire]
Le nom même de Carson incarne un projet interculturel : Ciarán est un prénom catholique tandis que Carson est le nom pris par un de ses ancêtres converti au Protestantisme; mais, pour un enfant grandissant à Falls Road, un tel mélange n'existait pas. Il lui fallut attendre l'âge de 12 ans pour rencontrer quelqu'un de "l'autre bord".[Interprétation personnelle ?]
Dans son livre suivant, First Language (1993) qui a remporté le prix T.S. Eliot[réf. nécessaire], la langue est devenue le principal sujet. S’y trouvent par ailleurs des traductions d'Ovide, de Rimbaud et Baudelaire. Carson a en outre été profondément influencé par Louis MacNeice et y a inclus un poème intitulé Musique de cornemuse. Il doit à l'original sa verve rythmique. Avec cet amour des phrases denses et longues, il n'est pas surprenant qu'il ait été attiré par la poésie classique, celle de Baudelaire par exemple. En fait, le rythme de Musique de cornemuse semble être celui d'une gigue irlandaise (pour être précis, le rythme est celui d'une gigue appelée "slide"), dont il est reconnu comme étant un expert (son livre sur la musique irlandaise Last Night's Fun (1996) est d'ailleurs à ce titre considéré comme un classique)[Interprétation personnelle ?] :
Carson est ensuite entré dans une phase très prolifique où le souci de la langue l’a libéré et lui a permis d'atteindre une créativité novatrice. Opera Et Cetera (1996) comportait un ensemble de poèmes sur les lettres de l'alphabet et une autre série sur les expressions latines telles que «Solvitur ambulando» et « Quod Erat demonstrandum » ainsi qu'une série de traductions du poète roumain Stefan Augustin Doinas.  Pour Carson, la traduction est en effet devenue au fil du temps une préoccupation majeure : The Alexandrine Plan (1998) présentait des sonnets de Baudelaire, Rimbaud et Mallarmé traduits en alexandrins. Le penchant de Carson pour le long phrasé a ainsi trouvé dans l’alexandrin (12 pieds) une forme d'épanouissement. Il a également publié The Twelfth of Never (1999), sonnets sur des thèmes fantaisistes[Interprétation personnelle ?] :
« C'est la terre de la rose verte et du lys lion,
Gouvernée par les tortues et les lièvres éternels de Zénon,
où tout est métaphore et comparaison. »
Enfin en 1999, The Ballad of HMS Belfast (du nom du croiseur léger et seul navire de la Seconde Guerre mondiale conservé par la Royal Navy britannique qui se stationne aujourd'hui dans le port de Londres) a réuni tous ses poèmes sur Belfast[réf. nécessaire].

## Publications
Tout au long de sa carrière il publie 16 volumes de poésie et est aussi l'auteur d'un certain nombre de romans et de livres sur la musique traditionnelle.

### Poésie
- 1976 :  The New Estate, Blackstaff Press, Wake Forest University Press
- 1987 :  The Irish for No, Gallery Press, Wake Forest University Press
- 1988 :  The New Estate and Other Poems, Gallery Press
- 1990 :  Belfast Confetti, Bloodaxe, Wake Forest University Press
- 1993 :  First Language: Poems, Gallery Books, Wake Forest University Press
- 1996 :  Opera Et Cetera, Bloodaxe, Wake Forest University Press
- 1998 :  The Alexandrine Plan, (adaptations de sonnets de Baudelaire, Mallarmé et Rimbaud) ; Gallery Press, Wake Forest University Press
- 1999 :  The Ballad of HMS Belfast, Picador, Wake Forest University Press
- 2001 :  The Twelfth of Never, Picador, Wake Forest University Press
- 2002 :  The Inferno of Dante Alighieri (traducteur), Granta (il s'est vu décerner en 2003 le prix de traduction Oxford-Weidenfeld.)
- 2003 :  Breaking News, Gallery Press, Wake Forest University Press
- 2008 :  For All We Know, Gallery Press, Wake Forest University Press
- 2008 :  Collected Poems, Gallery Press, 2008, Wake Forest University Press
- 2009 :  On the Night Watch, Gallery Press; Wake Forest University Press
- 2010 :  Until Before After, Gallery Press, Wake Forest University Press
- 2012 :  In the Light Of, Gallery Press, Wake Forest University Press

### Prose
- 1978 :  The Lost Explorer, Ulsterman Publications
- 1986 :  Irish Traditional Music, Appletree Press
- 1995 :  Belfast Frescoes (avec John Kindness), Ulster Museum
- 1995 :  Letters from the Alphabet, Gallery Press
- 1996 :  Last Night's Fun: About Time, Food and Music (une étude de la musique traditionnelle irlandaise) ; Cape
- 1997 :  The Star Factory, un mémoire sur Belfast ; Granta
- 1999 :  Fishing for Amber, Granta
- 2001 :  Shamrock Tea (roman qui figurait dans la sélection pour le Booker Prize) ; Granta
- 2009 :  The Pen Friend, Blackstaff Press
- 2012 :  Exchange Place, Blackstaff Press

### Traductions
- 2001 : Cinq sonnets (traduction de Raymond Farina), Po&sie, n° 125, 2008
- 2002 :  The Inferno of Dante Alighieri (traducteur de L'Enfer de Dante Alighieri) ; Granta[6] (voir : art. V. Thévenon in Dante V, 2008)
- 2005 : The Midnight Court (traduction de Cúirt an Mhéan Oíche de Brian Merriman) ; Gallery Press, Wake Forest University Press, 2006
- 2007 : The Táin, Penguin Classics